# 日本吸着学会
日本吸着学会（にほんきゅうちゃくがっかい、The Japan Society on Adsorption）は、吸着現象などの物質表面・界面の働きに関して、学術の向上、関連工業の発展を目的とした、日本の学会である。
かつて、吸着科学・吸着工学は、学際的分野で主に研究されていたため、界面化学、触媒化学、化学工学、食品工学、環境工学など、様々な分野で活動していた研究者が、1987年に集合し、結成された学術団体である。
本会は、国際吸着学会の日本の窓口にもなっている。

## 賞
- 日本吸着学会賞
- 日本吸着学会 三菱化学カルゴン賞
- 日本吸着学会 技術賞

## 関連学会
- 日本化学会
- 化学工学会
- 分離技術会
- 触媒学会
- ゼオライト学会
- 粉体工学会
- 日本粉体工業技術協会